# ダートトライアル
ダートトライアル (Dirt Trial) は、モータースポーツの一種。字のごとくダート路面（泥濘地、砂利等）のサーキットで走行タイムを競う自動車競技である。ダートラと略されることも多い。単独で走行する競技であり、コンペティティブ・ペーシェンスである。

## 概要
通常、コースを1台ずつ（時間差で2台コースインすることもある）2回走行し、2回の走行のうち速い方のタイムで順位を競う。
エンジン排気量の大小、改造の有無、改造範囲でクラス分けされている。
近年WRCで行われている「スーパーSS」に似た競技であるが、現在日本で行われているものは、国内で独自に発展・進化したモータースポーツ（ダート競技自体は、欧州では自動車黎明期から存在する）であり、競技人口はジムカーナに次いで多い。最盛期には200台以上の参加がある競技会もあったが、数十台程度が各クラスに分かれて競うのが一般的。
近年は市販車両の性能とコースの整備向上が著しく、コースによっては、ノーマルクラスでも速度が180km/h（スピードリミッターの介入速度）に達する場合がある。
コース路面はタイヤのスリップ痕（ブラックマーク）が付くほど固く平坦な路面から、真砂土や砂利などの軟らかい路面まで様々であり、天候や走行順による路面状況の変化への対応が勝敗に大きく影響する。

## 競技用車両

### 車両規則
参加車両は、乗用車を改造したものがほとんどである。
ラリーとダートトライアルは、未舗装路を走るという点で車両構成が似ているが、双方の車両規則が異なるため、同じ車両では両方にエントリーできない場合がある。

### 競技用部品
- ロールケージ

## 競技場
- オートスポーツランドスナガワ
- サーキットパーク切谷内
- オートランド千葉
- エビスサーキット
- 丸和オートランド那須
- 輪島市門前モータースポーツ公園(休業中)
- モーターランド野沢
- スポーツランド信州
- 池の平ワンダーランド
- いなべモータースポーツランド
- テクニックステージタカタ
- 香川スポーツランド

## 各メディアでの展開
- 雑誌『プレイドライブ』

## 日本以外の類似レース
ヨーロッパではラリークロス (Rallycross) 競技が近いが、ラリークロスは全車が同時に走行するのに対して、ダートトライアルは1台毎のタイムトライアルである。